# La Petite-Fosse
La Petite-Fosse es una comuna francesa situada en el departamento de Vosgos, en la región de Gran Este.

## Demografía
| 106 | 76 | 73 | 64 | 74 | 59 | 70 |
| Para los censos de 1962 a 1999 la población legal corresponde a la población sin duplicidades (Fuente: INSEE [Consultar]) |    |    |    |    |    |    |